# غيت 7
غيت 7 (باليابانية: ゲート セブン، بالروماجي: Gēto Sebun) هي سلسلة مانغا يابانية من تأليف ورسم كلامب، نشرت شوئيشا في مجلة جمب سكوير، منذ مارس عام 2011 حتى فبراير عام 2013، تم تجميع فصول المانغا في 4 مجلدات تانكوبون.

## القصة
تدور أحداث القصة عن تشيكاهيتو تاكاموتو هو طالب في المدرسة الثانوية قاده اهتمامه القوي بالتاريخ إلى كيوتو، ويلتقي محاربة طفلة جميلة تدعى هانا، تحارب أعداء خارقين بمساعدة تاتشيبانا وساكورا، هما فتاتان شاباتان يتمتعان بقوى سحرية خاصة بهما. ويشكل الثلاثي هانا وتاتشيبانا وساكورا، جمعية سرية لقتال المخلوقات الخارقة التي تظهر في كيوتو.

## الشخصيات

### الشخصيات الرئيسية
هانا (باليابانية: はな، بالروماجي: Hana)
تشيكاهيتو تاكاموتو (باليابانية: 高本 致佳人 ، بالروماجي: Takamoto Chikahito)
تاتشيبانا (باليابانية: 橘، بالروماجي: Tachibana)
ساكورا (باليابانية: 桜، بالروماجي: Sakura)

### رموز تاريخية
تويوتومي هيديتسوغو [الإنجليزية] (باليابانية: 豊臣 秀次، بالروماجي: Hidetsugu Toyotomi)
توكوغاوا إيميتسو (باليابانية: 徳川 家光، بالروماجي: Iemitsu Tokugawa)
داتي ماساموني [الإنجليزية] (باليابانية: 伊達 政宗، بالروماجي: Masamune Date)

## وصلات خارجية
- موقع كلامب الرسمي باللغة اليابانية
- غيت 7 على موقع جمب سكوير باللغة اليابانية